# Suso de Marcos
Jesús López García, más conocido como Suso de Marcos (n. 17 de octubre de 1950, Boimorto, La Coruña), es un artista escultor español.

## Biografía
Es el sexto de ocho hermanos y el único que se ha dedicado a labores artísticas. Su padre, carpintero de profesión, quizás fue, involuntariamente, la causa de esas inclinaciones, ya que Jesús creció entre maderas y herramientas para darle forma.
Con diecisiete años se trasladó a La Coruña, donde trabajó «limpiando» figuras seriadas en un taller de artesanía. Allí permanece hasta su incorporación al Servicio Militar, cuando se matricula en la Escuela de Artes y Oficios  " Pablo Picasso" y realiza sus primeros trabajos, destinados a los mandos de su Unidad.
En 1973,tras finalizar la militancia, se traslada a Madrid para continuar, en la Escuela Central de Artes y Oficios, con su formación artística, que durante esos años compagina con trabajos en diversos talleres industriales relacionados con la talla, primero en un  taller de escultura en piedra, y posteriormente y  durante varios años trabaja con los escultores Pau Paissa y Augusto Ortega Bru, y en una ocasión colabora con Juan de Ávalos. En esa época monta un taller propio en Madrid.
Finaliza sus estudios con Premio Extraordinario Fin de Carrera y  premio metálico y recorre algunas ciudades de Europa para ampliar sus conocimientos. 
Es en 1975 cuando comienza a utilizar el nombre de Suso de Marcos, hipocorístico de su nombre y el apelativo por el que se conoce a su familia, comienza con las exposiciones colectivas y  en 1977 expone  su primera exposición individual en La Coruña.
En 1976 es tercero en el Certamen Nacional de Bellas Artes de la Asociación de Pintores y Escultores (Madrid).
En 1979, reclamaron a la Escuela Central de Artes y Oficios de Madrid, un profesor titulado en Talla Artística para la Escuela Malagueña de Artes Aplicadas y Oficios Artísticos, al carecer Málaga de un especialista. Su antiguo Maestro lo selecciona entre las últimas Promociones Tituladas, para cubrir ese puesto. Así pues, Suso se traslada a Málaga para ejercer la docencia. 
En 1982, gana por oposición, la plaza de profesor titular de Talla Artística, en la ante citada Escuela de Artes y Oficios, donde ha ejercido su labor como profesor hasta su jubilación.
Su producción escultórica personal (que ha mantenido también a lo largo de su carrera como educador), se divide en dos vertientes completamente opuestas. Una de ellas de carácter conceptual, de libre creación, experimental y contemporánea. La mayoría de estas obras, han sido expuestas en exposiciones individuales y colectivas. A día de hoy, muchas se pueden contemplar en museos, instituciones, hoteles, centros educativos o pertenecen a colecciciones particulares. 
La otra vertiente encuadra un amplio número de obras de temática religiosa, con una impronta academicista y barroca. Es autor de más de cien obras religiosas.Los primeros encargos que realizó en Málaga fueron para los Misioneros de la Esperanza; la primera obra de tipo procesional fue la del Nuestro Padre Jesús Resucitado, talla encargada por la Hermandad de Nuestro Padre Jesús Nazareno de Alhaurín el Grande. Entre sus otras obras destacan el Crucificado del Perdón, de la Cofradía de los Dolores del Puente; el conjunto de la iglesia de Sta. Mª Goretti de Málaga; el conjunto de la parroquia de la Asunción de Málaga; el Crucificado y conjunto de la Resurrección en Alhaurín de la Torre; Cristo Amarrado a la Columna para Jódar (Jaén); San Antonio, de la iglesia de la Carihuela de Torremolinos; el conjunto de San Marcelino de Champagnat; en la sede de los Maristas de Valencia; la Virgen de la Caridad, en Tenerife; o el grupo de la Primera Caída, de la cofradía de los Marrajos, en Cartagena.

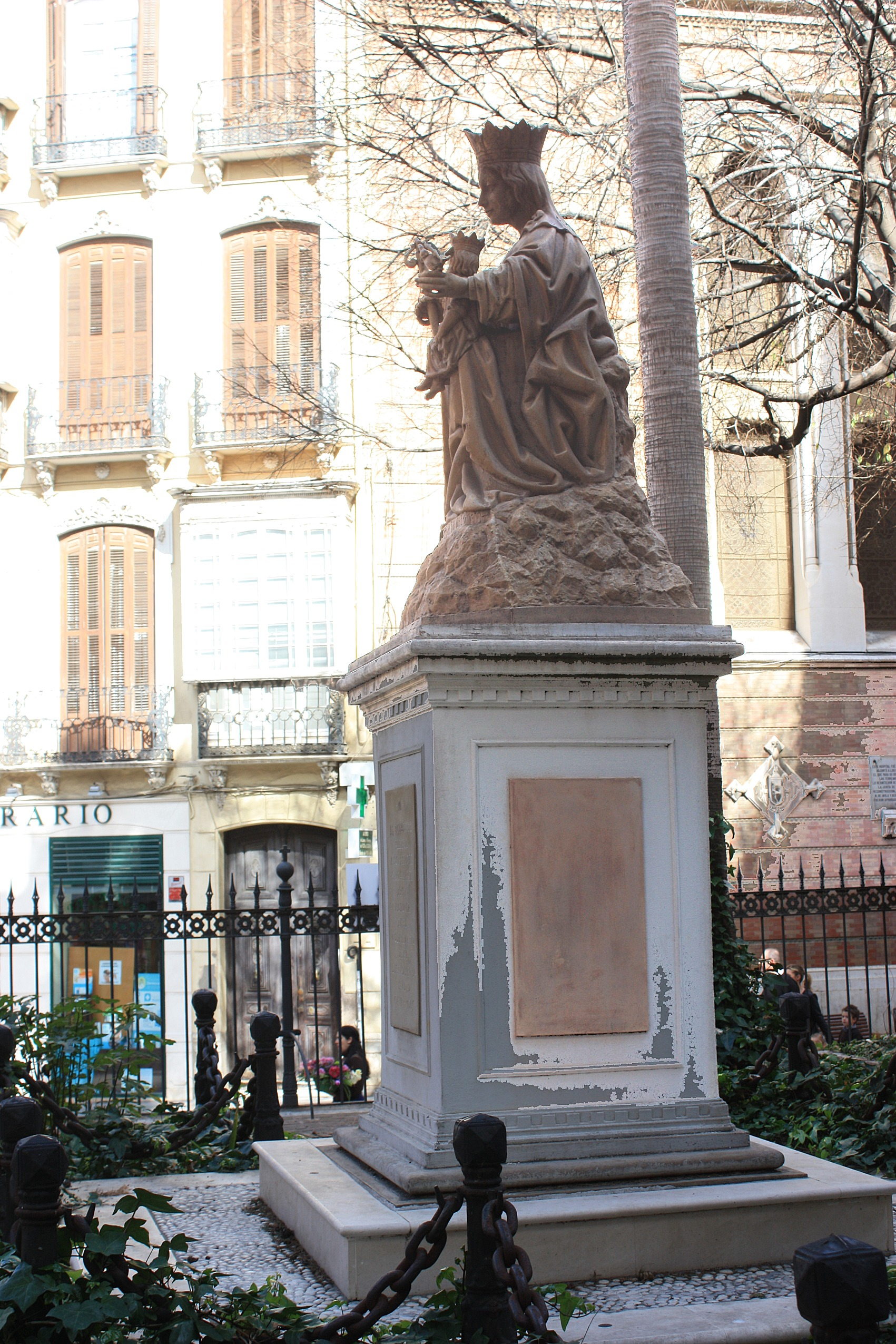
Escultura de Santa María de la Victoria en los jardines de la catedral de Málaga, realizada por Suso de Marcos bajo diseño de Eloy Téllez.

Y también en la vía pública, como son los monumentos a la Virgen de la Victoria, Fosforito, Miguel de Molina, Salvador Rueda etc..
Promovió la recuperación,su estudio y restauración, del Cristo de la Vera-Cruz de la Cofradía Fusionadas de Málaga.
Ha realizado algunas restauraciones, distinguir La peana de "la Virgen de los Reyes" en la Catedral de Málaga y la del Cristo de la Iglesia de la Asunción de Málaga, entre otras. 
Es autor de numerosos trofeos; destacar el "Nazareno del año" por ser uno de los más antiguo y que se sigue entregando en la actualidad. 
Es miembro numerario de la Sección de Escultura de la Real Academia de Bellas Artes de San Telmo de Málaga; miembro correspondiente de la Real Academia Gallega de Bellas Artes de Ntra.Sra del Rosario y miembro correspondiente de la Real Academia de Sta. Isabel de Hungría de Sevilla.
En el 2011 fue nombrado hijo predilecto del municipio de Boimorto.También se le puso su nombre al centro de dinamización cultural de Os Ánxeles, en esta mismo municipio.
Promovió y creó el concurso "Premio de Talla Suso de Marcos" (1987- 2011).
Instituyó en 2001, las Ayudas a los estudios, para los alumnos de su pueblo natal(Boimorto) con mayores inquietudes culturales.
Crea el "Certamen de Teatro Suso de Marcos".Premio Ciudad de Málaga. con la colaboración del ayuntamiento de Málaga.
Ha participado en conferencias, coloquios, debates, mesas redondas, programas de radio, televisión y prensa. Así mismo, ha formado parte en ocasiones como miembro de jurados en certámenes y concursos artísticos.
Mantiene colaboración con los centros educativos, a través de conferencias, talleres o visitas a su Casaestudio y ver sus obras.